# پدینگتون در پرو
پدینگتون در پرو (انگلیسی: Paddington in Peru) یک فیلم کمدی پویانمایی لایو-اکشن محصول ۲۰۲۴ به کارگردانی داگال ویلسون، نویسندگی مارک برتون، جان فاستر و جیمز لموت، با داستانی از پل کینگ، سایمن فارنابی و برتون است. این فیلم بر پایهٔ داستان‌های خرس پدینگتون است که به‌دست مایکل باند خلق شده است، و سومین قسمت از مجموعه فیلم‌های پدینگتون و دنباله‌ای بر پدینگتون (۲۰۱۴) و پدینگتون ۲ (۲۰۱۷) به‌شمار می‌رود. در این فیلم بن ویشاو به عنوان صداپیشه پدینگتون به ایفای نقش پرداخته و هیو بونه‌ویل، امیلی مورتیمر، جولی والترز، جیم برادبنت، مادلین هریس، ساموئل جاسلین، اولیویا کولمن، آنتونیو باندراس و کارلا توس در نقش‌های مکمل حضور دارند.
این فیلم در فوریه ۲۰۲۱ وارد مراخل ساخت شد و عنوان رسمی پدینگتون در پرو در ژوئن ۲۰۲۲ اعلام شد. این نخستین فیلم بلند ویلسون است. تصویربرداری اصلی در ژوئیه ۲۰۲۳ آغاز شد و در اکتبر آن سال به پایان رسید. بریتانیا، کلمبیا و پرو مکان‌های فیلم‌برداری بودند.
پدینگتون در پرو در ۸ نوامبر ۲۰۲۴ توسط استودیوکانال بریتانیا در سینماهای بریتانیا اکران شد. این فیلم نقدهای مثبتی از سوی منتقدان دریافت کرد.

## زمینهٔ داستانی
پدینگتون و خانوادهٔ فرزندخوانده‌اش — براون‌ها — تصمیم می‌گیرند به دیدن عمه‌اش لوسی در پرو بروند، اما شرایط آنها را به سمت ماجراجویی‌های ناگوار در جنگل‌های آمازون و کوه‌های پرو سوق می‌دهد.

## بازیگران
- هیو بونه‌ویل در نقش هنری براون
- امیلی مورتیمر در نقش مری براون
- مادلین هریس در نقش جودی براون
- ساموئل جاسلین در نقش جاناتان «جی داگ» براون
- جولی والترز در نقش خانم پرنده
- جیم برادبنت در نقش ساموئل گروبر
- الیویا کلمن در نقش مادر بزرگوار
- آنتونیو باندراس در نقش شکارچی کابوت
- کارلا توس در نقش جینا کابوت
- بن ویشاو در نقش صداپیشهٔ پدینگتون براون
- ایملدا استنتون در نقش صداپیشهٔ خاله لوسی

## تولید

### توسعه
در ژوئن ۲۰۱۶، مدیر عامل استودیوکانال، دیدیه لوپفر، گفت که استودیو متعهد به ساخت سومین فیلم پدینگتون است. در نوامبر ۲۰۱۷، دیوید هیمن در مصاحبه با دیجیتال اسپای گفت گرچه فیلم‌نامه فیلم سوم ساخته نشده است، اما بحث در مورد مکان، ایده‌ها و صحنه‌ها از پیش آغاز شده است. در نوامبر ۲۰۱۸، هیمن اشاره کرد که احتمالاً فیلم سومی نیز اتفاق می‌افتد، اما پل کینگ برای کارگردانی برنمی‌گردد، اگرچه او همچنان در یک مقام خلاقانه برجسته حضور دارد. در فوریه ۲۰۲۱، به‌طور رسمی توسعهٔ پدینگتون ۳ آغاز شد.
در جولای ۲۰۲۱، استودیوکانال اعلام کرد که فیلمبرداری پدینگتون ۳ در سه‌ماهه نخست سال ۲۰۲۲ آغاز خواهد شد. داستان فیلم سوم را کینگ، سایمون فارنبی و مارک برتون نوشته‌اند و فیلمنامه آن را هم برتون، جان فاستر و جیمز لامونت . در ژوئن ۲۰۲۲، عنوان فیلم یعنی پدینگتون در پرو و داگال ویلسون به‌عنوان کارگردان پروژه اعلام شدند و گفته شد تصویربرداری اصلی در سال ۲۰۲۳ آغاز می‌شود. این نخستین کارگردانی فیلم بلند ویلسون است که پیش از این فیلم‌های تبلیغاتی و موزیک ویدیو را کارگردانی کرده بود. در فوریه ۲۰۲۳، صداپیشه پدینگتون، بن ویشاو، گفت که هنوز فیلمنامه‌ای را نخوانده است و مطمئن نیست که توسعه ادامه دارد یا خیر. در آوریل همان سال تأیید شد که فیلم هنوز در حال توسعه است.

### گزینش بازیگران و فیلم‌برداری
در ماه ژوئن، اعلام شد که ویشاو، هیو بونه‌ویل، جولی والترز، جیم برودبنت، مادلین هریس، ساموئل جاسلین و ایملدا استنتون قرار است نقش‌های خود را از فیلم‌های قبلی تکرار کنند و الیویا کلمن، آنتونیو باندراس، ریچل زگلر و امیلی مورتیمر به گروه بازیگران پیوستند. مورتیمر جایگزین سالی هاوکینز در نقش خانم براون شد که در دو فیلم نخست بازی کرده بود.
فیلمبرداری در ۲۴ ژوئیه طبق برنامه‌ریزی در بریتانیا آغاز شد، با اینکه گزارش‌هایی مبنی بر تأخیر بابت اعتصابات ۲۰۲۳ سگ-افترا نیز وجود دارد. این فیلم در کلمبیا و پرو نیز فیلمبرداری شده است. فیلمبرداری بدون ریچل زگلر آغاز شد، زیرا او به ایالات متحده بازگشته بود تا در جریان اعتصاب شرکت کند. کارلا توس بعداً نقش جینا کابوت را بر عهده گرفت، زیرا زگلر به دلیل اعتصاب قادر به انجام این کار نبود. فیلم‌برداری در اکتبر ۲۰۲۳ به پایان رسید.

## انتشار
در می ۲۰۲۳، استودیوکانال حق انتشار اکثر مناطق از جمله آمریکای شمالی را برای توزیع به سونی پیکچرز فروخت. استودیوکانال حقوق پخش بریتانیا، فرانسه، آلمان، بنلوکس، استرالیا، نیوزلند و لهستان و همچنین از طریق شرکای خود در چین و ژاپن را در اختیار دارد، در حالی که سونی فیلم را در جاهای دیگر به جز چین، ژاپن و روسیه توزیع خواهد کرد. در اکتبر ۲۰۲۳، تاریخ اکران فیلم در بریتانیا برای ۸ نوامبر ۲۰۲۴ از سوی استودیوکانال بریتانیا تعیین شد و پس از آن در ایالات متحده برای ۱۷ ژانویه ۲۰۲۵ از سوی گروه سینمایی سونی پیکچرز.

## بازخورد
در وبگاه جمع‌آوری نقد راتن تومیتوز، ٪۹۴ از ۱۳۹ بررسی منتقدان مثبت است و میانگینِ امتیاز آن ۷٫۰/۱۰ است. این فیلم در متاکریتیک که از میانگین وزنی استفاده می‌کند، بر اساس نظر ۴۳ منتقدین امتیاز ۶۵ از ۱۰۰ را کسب کرده که نشان‌گر «نقدهای عموماً مطلوب» است.